# الطريق الأوروبي E71
الطريق الأوروبي E71 هو طريق من شبكة الطرق الأوروبية الدولية. هو طريق وسيط بين الشمال والجنوب من الدرجة الأولى في أوروبا. يبدأ في كوشيتسه بسلوفاكيا، ويمر عبر بودابست في المجر، وزغرب في كرواتيا، وينتهي في سبليت في كرواتيا على ساحل البحر الأدرياتيكي.